# 日本車いすバスケットボール連盟
一般社団法人日本車いすバスケットボール連盟（にほんくるまいすバスケットボールれんめい、英語: Japan Wheelchair Basketball Federation、略称: JWBF）は、日本国内における車いすバスケットボールを統括する団体である。国際車いすバスケットボール連盟（IWBF）および日本パラスポーツ協会（JPSA）
に加盟している。事務局は日本財団パラスポーツサポートセンター内にある。

## 歴史
- 1975年設立。
- 1976年、日本車椅子バスケットボール選手権大会を開催。
- 1990年、全日本女子車椅子バスケットボール選手権大会を開催。
- 1998年、国際車椅子バスケットボール連盟発足に参加。
- 2013年8月20日、法人格取得により、一般社団法人　日本車椅子バスケットボール連盟となる[1]。
- 2017年7月1日、名称を、一般社団法人　日本車いすバスケットボール連盟に変更[2]。

## 主催大会
- 天皇盃日本車いすバスケットボール選手権大会
- 皇后盃全日本女子車いすバスケットボール選手権大会
- 日本選抜車いすバスケットボール選手権大会
- 車いすバスケットボール秋季大会
- 全国ジュニア選抜車いすバスケットボール大会
- 北九州チャンピオンズカップ国際車いすバスケットボール大会
- 国際親善女子車いすバスケットボール大阪大会(大阪カップ)
- 車いすバスケットボール女子リーグ

## ナショナルチーム
- 車いすバスケットボール男子日本代表
- 車いすバスケットボール女子日本代表